# Transformer (album)
Pour les articles homonymes, voir Transformer.
Albums de Lou Reed
Lou Reed
(1972) Berlin
(1973)
Transformer est le deuxième album de Lou Reed. Il est sorti en novembre 1972 chez RCA Records. Il est considéré comme un jalon important dans l'histoire du glam rock.
Ce disque réalisé durant son séjour en Angleterre est produit par David Bowie et arrangé par Mick Ronson. Il contient quelques-unes de ses chansons les plus connues : Perfect Day, Satellite of Love et surtout Walk on the Wild Side. Cette dernière abordant les sujets controversés de l'orientation sexuelle, l'identité de genre et de la prostitution, en traitant des quelques figures de la Factory de l'artiste Andy Warhol.

## Pochette
La pochette de l'album est une photographie de Lou Reed en concert prise par Mick Rock. Celle-ci se retrouve surexposée par inadvertance lors de la phase d'impression dans la chambre noire. Le photographe a remarqué ce défaut, mais a décidé qu'il aimait suffisamment l'effet fortuit pour soumettre l'image pour la pochette de l'album. Selon Rock, " Quand j'ai montré à Lou les tirages, il s'est concentré sur la prise de vue. J'ai fait l'impression moi-même - comme je le faisais habituellement à l'époque. Le premier test que j'ai fait est devenu flou dans l'exposition. Lou a adoré le résultat. Il m'a fallu douze tentatives pour reproduire cet accident pour la plus grande impression finale de la pochette de l'album ". Cette photographie inspirera Tim Curry dans le film The Rocky Horror Picture Show.
Pour la pochette arrière, Karl Stoecker (qui a également réalisé les pochettes des trois premiers albums de Roxy Music) a pris la photo d'une femme et d'un homme. La femme est Gala Mitchel, mannequin londonien des années 1960. L'homme est interprété par Ernie Thormahlen (un ami de Reed). L'homme semble avoir une érection notable, bien que Reed ait dit qu'il s'agissait en fait d'une banane que Thormahlen avait enfoncée dans son jean avant la séance photo.

## Parution
Le premier single de l'album, Walk on the Wild Side, est devenu un succès international, malgré son sujet controversé. Les paroles de la chanson mentionnent les problèmes transgenres, les actes sexuels et la drogue, ce qui l'a amenée à être éditée dans certains pays et interdite dans d'autres. Il est maintenant généralement considéré par les fans et les critiques comme la chanson phare de Lou Reed. Satellite of Love est sorti comme deuxième single en février 1973. En 2002, une édition du 30e anniversaire de l'album est sortie ; en plus des démos de Hangin' 'Round et Perfect Day, il comprend une piste cachée contenant une publicité pour l'album. Après la mort de Lou Reed en octobre 2013, les ventes digitales de Transformer, Walk on the Wild Side et Perfect Day ont toutes augmenté de plus de 300 %, et Walk on the Wild Side a percé le nouveau palmarès Billboard Rock Digital Songs à la 38e place.

## Réception critique
Dans une critique mitigée pour Rolling Stone, Nick Tosches a noté que les chansons Satellite of Love, Vicious, Walk on the Wild Side et Hangin' 'Round qui, selon lui, exprimaient une sexualité stimulante en disant " Reed lui-même dit qu'il pense que l'album est génial ". Je ne pense pas qu'il soit aussi bon que ce qu'il est capable de faire. Il semble avoir les capacités de proposer de la musique vraiment dangereuse et puissante, des trucs avec lesquels des gens comme Mick Jagger et David Bowie n'ont fait que se frotter les genoux." Dans une critique rétrospective pour The New Rolling Stone Album Guide (2004), Tom Hull a fait remarquer que Reed "a écrit un tas de nouvelles chansons intelligentes et a essayé de tirer profit du Glam Rock androgyne à la mode du producteur David Bowie, qui a assez bien fonctionné pour casser Walk on the Wild Side."
En 1997, Transformer est nommé 44e plus grand album de tous les temps dans un sondage "Music of the Millennium" mené au Royaume-Uni par HMV, Channel 4, The Guardian et Classic FM. En 2000, il est à la 58e place du All Time Top 1000 Albums de Colin Larkin. Transformer est également classé à la 55e place sur la liste NME des « plus grands albums de tous les temps ». En 2003, l'album a été classé à la 194e place sur la liste des 500 plus grands albums de tous les temps par le magazine Rolling Stone, puis à la 109e place dans cette liste modifiée en 2020. Il figure également sur la liste du magazine Q des "100 plus grands albums de tous les temps".
En 2018, 33⅓ a publié un livre du musicien Ezra Furman sur Transformer.

## Fiche technique

### Titres
Toutes les chansons sont écrites et composées par Lou Reed.
| 1. | Vicious               | 2:58 |
| 2. | Andy's Chest          | 3:20 |
| 3. | Perfect Day           | 3:46 |
| 4. | Hangin' 'Round        | 3:35 |
| 5. | Walk on the Wild Side | 4:15 |

| 6.  | Make Up                         | 3:00 |
| 7.  | Satellite of Love               | 3:42 |
| 8.  | Wagon Wheel                     | 3:19 |
| 9.  | New York Telephone Conversation | 1:33 |
| 10. | I'm So Free                     | 3:09 |
| 11. | Goodnight Ladies                | 4:21 |

| 12. | Hangin' 'Round (démo acoustique) | 3:57 |
| 13. | Perfect Day (démo acoustique)    | 4:50 |

### Musiciens
- Lou Reed : chant, guitare rythmique
- Mick Ronson : guitare solo, piano, flûte à bec, arrangements
- David Bowie : chœurs, claviers, guitare acoustique sur Wagon Wheel et Walk on the Wild Side
- Herbie Flowers : basse, contrebasse, tuba sur Goodnight Ladies et Make Up
- John Halsey (en) : batterie
- Trevor Bolder : trompette
- Ronnie Ross : saxophone soprano sur Goodnight Ladies, saxophone baryton sur Walk on the Wild Side
- The Thunder Thighs : chœurs
- Barry DeSouza : batterie
- Ritchie Dharma : batterie
- Klaus Voormann : basse sur Perfect Day, Goodnight Ladies, Satellite of Love et Make Up

### Équipe de production
- David Bowie : production
- Mick Ronson : production
- Ken Scott : ingénieur du son
- Mick Rock : photographie
- Karl Stoecker : photographie